# Racquetball ai Giochi mondiali 2025
Le competizioni di racquetball ai Giochi mondiali 2025 si sono svolte dal 13 al 17 agosto 2025 al Chengdu High-Tech Zone Sports Center di Chengdu, in Cina.

## Podi
| Specialità                  | Oro                                   | Argento                                  | Bronzo                                |
| Torneo maschile (dettagli)  | Conrrado Moscoso                      | Diego García                             | Eduardo Portillo                      |
| Torneo femminile (dettagli) | María José Vargas                     | Paola Longoria                           | Ana Gabriela Martinez                 |
| Doppio misto (dettagli)     | Stati Uniti Jake Bredenbeck Naomi Ros | Argentina Diego García María José Vargas | Canada Coby Iwaasa Frederique Lambert |

## Medagliere
| Posiz. | Nazione     | Oro | Argento | Bronzo | Totale |
| ------ | ----------- | --- | ------- | ------ | ------ |
| 1      | Argentina   | 1   | 2       | 0      | 3      |
| 2      | Bolivia     | 1   | 0       | 0      | 1      |
| 2      | Stati Uniti | 1   | 0       | 0      | 1      |
| 4      | Messico     | 0   | 1       | 1      | 2      |
| 5      | Guatemala   | 0   | 0       | 1      | 1      |
| 5      | Canada      | 0   | 0       | 1      | 1      |
| Totale | Totale      | 3   | 3       | 3      | 9      |